# CornerShot
 (août 2015).

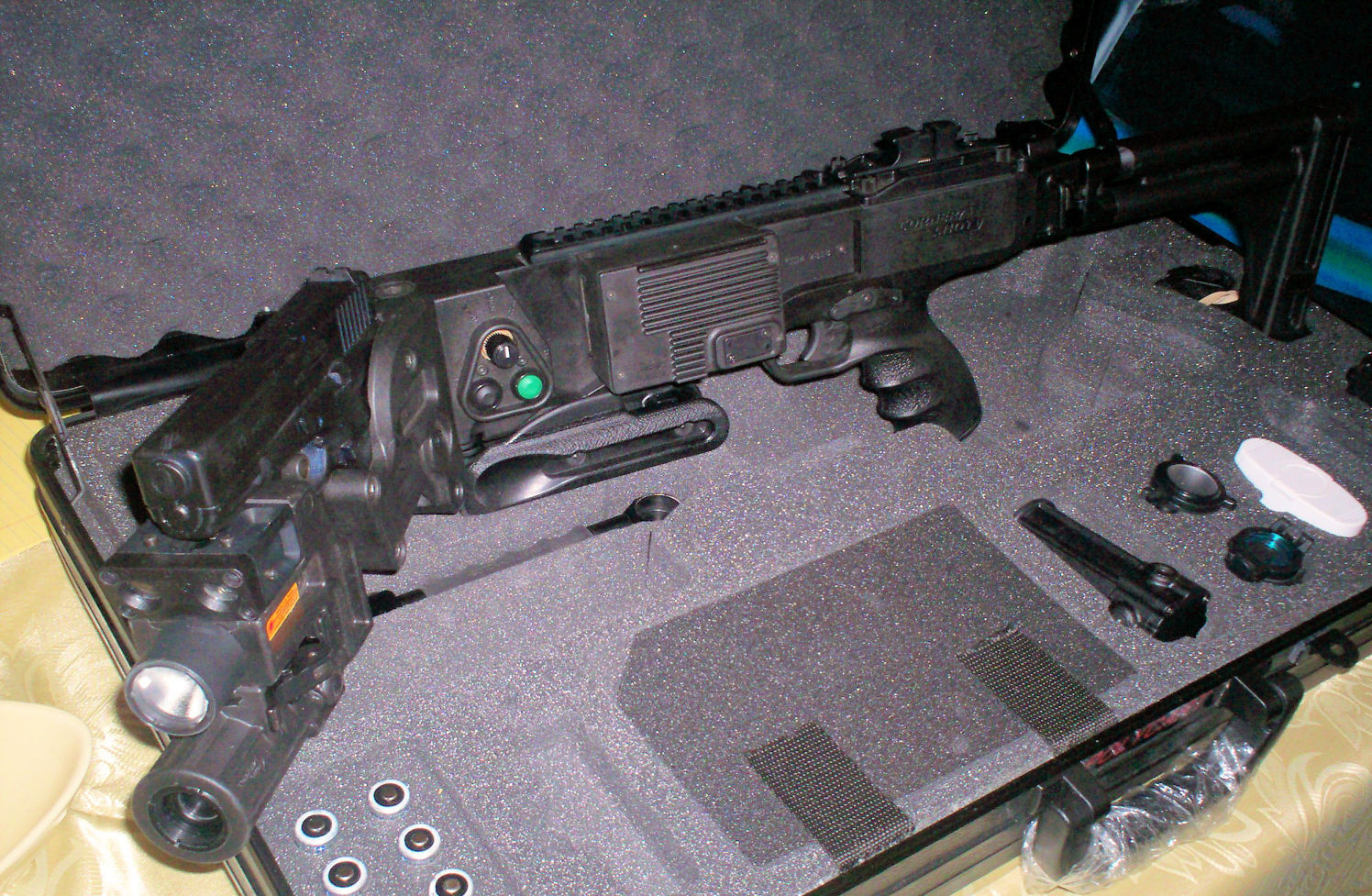
Un CornerShot présenté au salon Eurosatory en 2006.

Le CornerShot est un accessoire pour arme à feu inventé par le lieutenant-colonel Amos Golan de l'Armée de défense d'Israël en coopération avec des investisseurs américains. Il a été conçu au début des années 2000 pour les SWAT et forces spéciales dans des conditions hostiles impliquant des terroristes et des prises d'otages. Il permet à son utilisateur de voir et d'attaquer une cible armée sans s'exposer à une contre-attaque.

## Formats et variantes

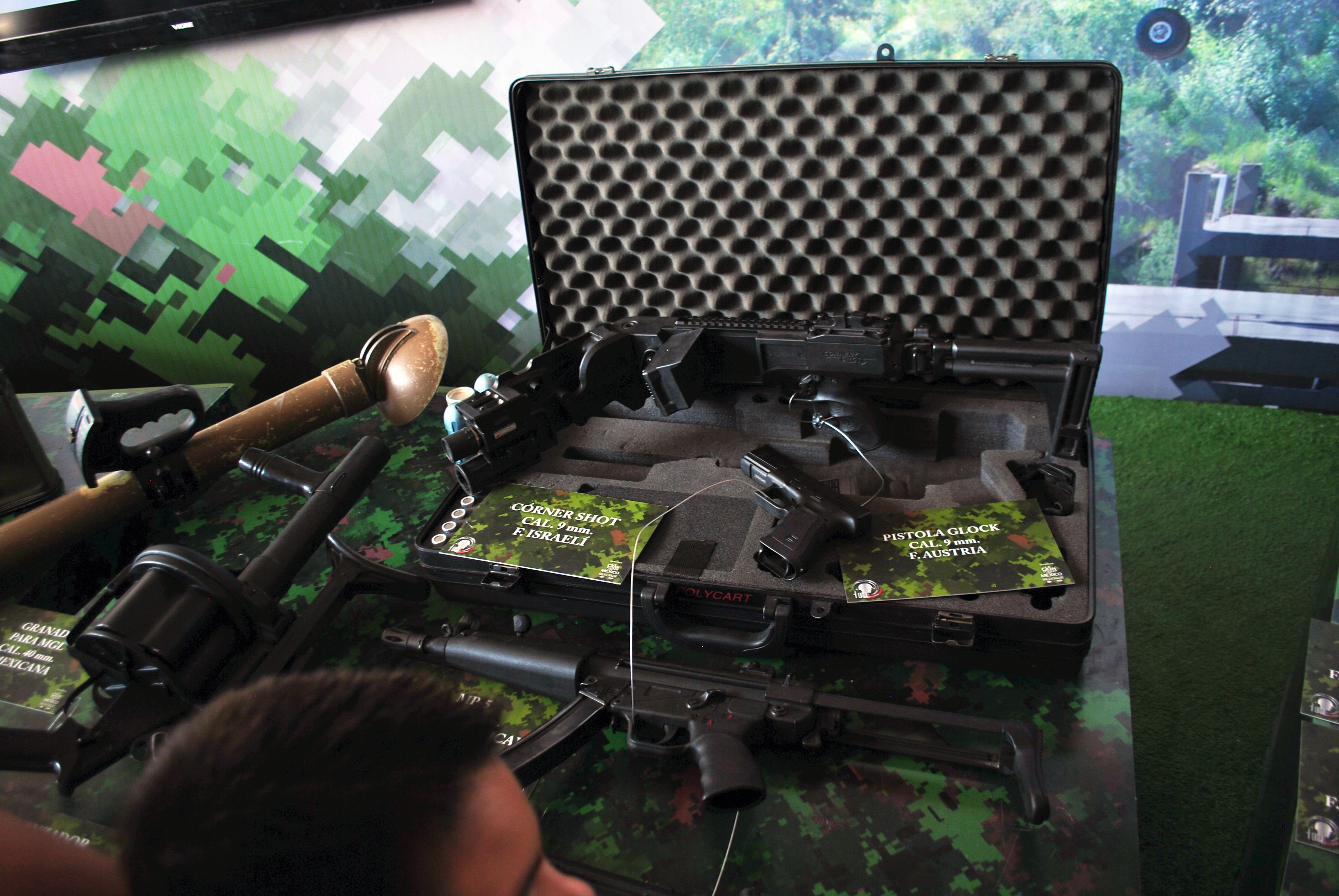
Un Cornershot conventionnel de l'armée mexicaine, exhibé à un évènement de relations publiques.

Le CornerShot est revendiqué comme ayant une distance de tir efficace et précise de 100 m pour des pistolets 9×19mm, .40 S&W, et .45 ACP, et de 200 m pour des pistolets 5.7×28mm. L'équipement est disponible en différents formats, y compris le Beretta 92F, un modèle largement utilisé par les forces de sécurité américaines, le Glock, le SIG Sauer, et le CZ. Le mécanisme peut aussi comprendre différents accessoires comme des caméras amovibles, des kits de transmission audio/vidéo, des lasers visibles et infrarouges ainsi que des torches tactiques, des antiparasites et des balles en caoutchouc. Une version pour pistolet standard dispose d'un lance-grenades de 40 mm. La présence d'une caméra haute résolution autorise l'emploi de n'importe quelle variante comme outil de surveillance. Tous les modèles disposent de la même caméra et d'un écran LCD 2.5 en couleurs, accompagné d'un système de transmission. La torche et la caméra permettent le fonctionnement de jour comme de nuit. Un assortiment de caméras interchangeables est disponible ainsi qu'une crosse repliable ; un rail universel de fixation des accessoires est systématiquement fourni.
Les versions à venir pourront être montées sur des US M-16 et des fusils d'assaut européens. Le système peut aussi être placé à distance et opéré depuis un camouflage, un câble de connexion envoyant les images vidéo à l'opérateur ou les stockant sur une puce d'une capacité de 2 heures.

### Version standard
La version standard du CornerShot s'adapte sur un pistolet semi-automatique sur la partie avant de l'arme, avec un système lié à la détente à l'arrière, dont la force de traction est de 21 newtons. Il est long de 820 mm, et son poids est de 3,86 kg. 

### Lance-grenades de 40 mm
Le lance-grenades de 40 mm au coup par coup à chargement par la culasse permet de lancer des grenades de 40 mm, des munitions non létales et des projectiles lacrymogènes ; les cartouches vides sont éjectées pour faciliter le rechargement. Le même système est disponible au format 37 mm pour les forces de l'ordre. Le modèle 40 mm est strié (paramètre 1:1.224), long de 900 mm, et pèse 4,4 kg. La portée pour un tir de précision sur cible unique est de 150 m, et, pour la couverture d'une zone à l'aide de munitions à fragmentation, de 350 mètres.

### Kitty Corner Shot
La firme Israélienne avait sorti un accessoire spécialement pour cette arme dans la forme d'une peluche de chat qui se fixe au bout du canon et qui est censé fournir un camouflage sommaire à l'arme,.

## Fonctionnement
Dans la version standard, un pistolet est monté sur la partie avant de l'arme, qui peut se replier selon un angle de 60°. Une caméra numérique et une lampe torche sont attachées au canon en position de baïonnette. Sur la partie arrière se trouvent la détente, un écran et des commandes pour la caméra et la lampe.

## Armes similaires
Le fusil périscope a été développé indépendamment par un certain nombre de personnes en réponse à la guerre des tranchées de la Première Guerre mondiale ; ils ont été utilisés par les armées de différents pays à partir de 1914. Cette idée antérieure était constituée simplement d'un mécanisme de détente combiné à un périscope pour permettre au tireur de rester en sécurité dans la tranchée tout en continuant à viser et tirer avec le fusil, fixé au parapet de la tranchée.
Le Krummlauf (canon courbé) était un accessoire du Sturmgewehr 44, utilisé par les Allemands pendant la Seconde Guerre mondiale. Il permettait au tireur de viser et de tirer depuis un coin à l'aide d'un périscope. Le désavantage de ce dispositif était son cycle de vie très court, dû à la fragilisation rapide de l'arme.

### En Chine
La Chine a produit deux armes similaires au CornerShot à ce jour : le HD-66, basé sur le CornerShot, et le CF-06. Les deux modèles ont été révélés pour la première fois lors de la 4e Exposition de la Police Chinoise (CIPATE) et développés par Chongqing Changfeng Machinery Co Ltd et Shanghai Sea Shield Technologies Company. Selon Qing Shanseng, concepteur des HD-66 et CF-06, les deux systèmes sont originaux et n'ont pas été faits à partir du CornerShot.
Les deux systèmes utilisent le QSZ-92 comme pistolet principal.

### Au Pakistan
Le POF Eye est un système pour arme de poing dont le concept est similaire au CornerShot, capable de manœuvrer une arme à partir d'un coin. Il a été révélé pour la première fois au 5e Séminaire et Exposition Internationale de la Défense (IDEAS 2008), qui se tenait au centre d'expositions de Karachi en novembre 2008. Il est conçu pour les SWAT et forces spéciales dans des situations hostiles, en particulier la lutte anti-terrorisme et les récupérations d'otages. Il permet à son manipulateur de voir et d'attaquer une cible armée sans s'exposer à une contre-attaque.

### En Iran
L'Iran a fait une démonstration d'une arme très similaire au CornerShot.

### En Corée du Sud
La Corée du Sud a publiquement dévoilé sa propre version du CornerShot le 23 mars 2010, créée et développée par l'Agence pour le Développement de la Défense. L'ADD a investi 350 millions de won sud-coréens dans la recherche et le développement  de leur propre CornerShot en septembre 2008. Ses fonctions sont similaires à celles de la version originale, mais ajoutent un laser pour pointer la cible et un senseur de pixels pour aider à localiser des cibles hostiles,.
Le CornerShot de Corée du Sud est développé par S&T Movic Co., Ltd.

## Utilisateurs
- Azerbaïdjan: Utilisé par les Forces Spéciales d'Azerbaïdjan[13]
- Chine: SWAT de Pékin[14].
- Inde: SWAT de Delhi[15].
- Israël[16],[17]
- Mexique : Grupo Aeromóvil de Fuerzas Especiales[18]
- Russie[19]
- Corée du Sud : Forces spéciales[10]
- États-Unis : Forces de police des USA[20].